# Banca islámica

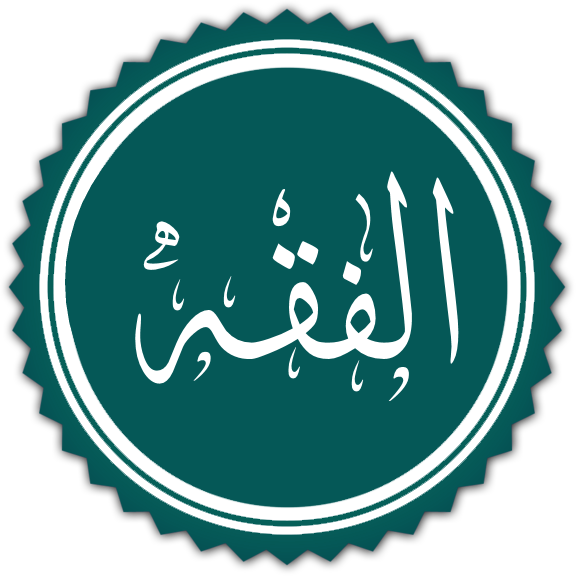
Símbolo de la Banca Islámica.

La Banca islámica, o Finanzas islámicas, hace referencia a un sistema de banca o actividad bancaria que debe ser respetuoso con los principios de la ley islámica (Sharia) y su aplicación práctica a través del desarrollo de la economía en sociedades islámicas. La sharia prohíbe el pago o aceptación de tasa de interés por el préstamo y la aceptación de dinero, respectivamente (قriba, usura), así como la inversión en empresas que suministran bienes o servicios considerados contrarios a sus principios (haram, prohibido), y deben recibir la calificación de halal, en tanto la sharia acepta imponer un "precio" para pagar bienes o servicios pero tacha de inmoral fijar precio para pagar el simple uso del dinero. Aunque estos principios se utilizaron como base para una economía floreciente en épocas pasadas, solo algunas entidades financieras de países islámicos aceptan realizar operaciones sujetas a estos principios.

## Operaciones financieras y reglas islámicas de transacción
Las operaciones de compra de productos con créditos bancarios respetuosos con las finanzas islámicas exige que banco y cliente fijen el precio del bien más una cantidad extra que el cliente pagará en un tiempo que también debe ser establecido previamente. Dicho bien, será adquirido por el banco que lo vende al cliente en las condiciones acordadas. Sin embargo, la cantidad extra que paga el cliente al banco no estará sujeta a las condiciones cambiantes del mercado por lo que no hay lugar a la especulación y no se puede  considerar como riba (o usura).
Así, uno de los principales conceptos que diferencian las finanzas islámicas del resto es la riba. Su origen está en la introducción de las monedas con valor ex-natura sua o valor intrínseco que tomaban su valor no de su peso, sino del material del que estaban hechas (un metal precioso como oro o plata), en lugar de las denominadas moneda fiat que basaban su valor en su peso o en un valor facial. Así, con las monedas fiat si se acordaba una deuda con una compensación fija para aquel que lo prestaba no se consideraba riba ya que su valor no variaba. Sin embargo, si se consideraba que existía riba cuando al pagar una deuda se agregaba un margen de fluctuación ajeno a la misma, pues el deudor podía encontrarse con una variación repentina de las condiciones acordadas, sufriendo pérdidas imprevistas.
El elemento común de estas operaciones es que banco y cliente comparten el riesgo financiero. El sistema que tiene la banca tradicional para asegurarse la devolución del capital prestado, es pignorando los bienes del prestatario, los cuales siempre tienen un valor superior al préstamo solicitado. Por el contrario, la banca islámica comparte riesgos y participa en la cuenta de pérdidas y ganancias. Por otra parte, la especulación se reduce, al trabajar la banca islámica sobre la economía real sin calcular "variables a futuro" que no puede controlar. La deuda no puede enajenarse, por lo que el riesgo de la misma ha de asumirlo desde el principio hasta el final el prestamista original, es decir el banco que cedió los derechos del crédito. No obstante, la crítica señala (dentro y fuera del Islam) que en la práctica la "cantidad extra" que el cliente acepta pagar al banco seguiría siendo un interés fijo, o al menos una "comisión por servicios", dudando que se cumpla estrictamente con los mandatos de la sharia. 
En algunos países como Malasia se han establecidos mecanismos de financiación más flexibles que, no obstante, no violan las reglas islámicas de transacción (las Fiqh al-Muamalat), como las hipotecas denominadas Musyaraka al-Mutanaqisa que basan su éxito en el principio de riesgo/beneficio compartido (o mudharabah). Por ejemplo, cuando se adquiere un inmueble el banco y el comprador formalizan una sociedad. La entidad financiera alquila el inmueble al comprador que se convierte en inquilino y reintegra la cantidad de acuerdo con el mercado local, aceptando pagar una "compensación fija" al banco (de nuevo, basada en un parámetro fijo y nunca "variable"), por lo cual es rechazable imponer como "compensación" a un porcentaje del valor de mercado del inmueble o algún otro índice variable (tipo de cambio u otros). Una vez se liquide la deuda en las condiciones acordadas, la sociedad creada entre el banco y el comprador se extingue. De producirse una pérdida, la casa sería subastada y los beneficios se repartirían entre ambas partes de la sociedad de acuerdo a su participación.

## Historia y desarrollo
El origen de este tipo de capitalismo, al que algunos llaman capitalismo islámico, se remonta a la Edad de Oro del Islam (siglos VIII a XII d. C.). En este período se dieron las condiciones necesarias –una moneda basada en metal precioso con un valor estable como el dinar y la incorporación de zonas monetarias independientes – para el desarrollo de unos conceptos que favorecen la estabilidad financiera por plazos muy largos y rechazan la especulación.
Sin embargo, hasta 1963 no se creó el primer banco islámico, el Mit Ghamr, que fue creado por Ahmad El Najjar aunque huía de cualquier calificativo relacionado con la religión. En 1972 se convirtió en el Banco Social Nasr. Sin embargo, el primer banco islámico moderno, el Dubai Islamic Bank, nació en Dubái en el año 1975 y fue el primero de los muchos que existen en el Golfo Pérsico, Malasia o Indonesia.
En la actualidad son muchos los bancos denominados islámicos y otros muchos que no los son tienen cuentas especiales para clientes que piden que se actúe de acuerdo a las Fiqh al-Muamalat o reglas islámicas de transacción. El Índice Dow-Jones tiene un índice para empresas que respetan las reglas islámicas, el Dow Jones Islamic Markets (DJIM), es decir, aquellas que no comercian con productos prohibidos por el islam como el cerdo, el alcohol o el juego, y que respetan las reglas islámicas de financiación. Para su supervisión existe un órgano llamado "Auditing & Accounting Organization of Islamic Financial Institutions" (AAOIFI) que certifica el cumplimiento de dichas normas.

## Finanzas islámicas en España
En 2014 Escuela de Finanzas imparte por primera vez en España la única certificación internacional en finanzas islámicas (Chartered Institute for Securities & Investment - CISI).